# كريني (تريكالا)
كريني (Κρήνη) هي مدينة في تريكالا في مقاطعة فوريا إلادا في اليونان.